# Puchenii-Moșneni
Puchenii-Moșneni – wieś w Rumunii, w okręgu Prahova, w gminie Puchenii Mari. W 2011 roku liczyła 1476 mieszkańców.